# Cynoscionicola branchialis
Cynoscionicola branchialis is een soort in de taxonomische indeling van de platwormen (Platyhelminthes). De worm is tweeslachtig en kan zowel mannelijke als vrouwelijke geslachtscellen produceren. De soort leeft in zeer vochtige omstandigheden.
De platworm komt uit het geslacht Cynoscionicola en behoort tot de familie Microcotylidae.